# Doddathoguru, Bangalore South
Doddathoguru là một làng thuộc tehsil Bangalore South, huyện Bangalore Urban, bang Karnataka, Ấn Độ.